# Иван Грохар
Иван Грохар (Сподња Сорица на Железники, 15. јуна 1867 — Љубљана, 19. априла 1911) био је словеначки сликар.
Један је од оснивача словеначког импресионизма. У почетку је под утицајем Г. Сегантинија, а даље се развијао у сарадњи са Р. Јакопичем, вођом уметничке групе, која је од 1902. до 1906. године радила у Шкофјој Локи.
Излагао је у Бечу, Београду, Лондону, Софији, Загребу и Риму.

## Одабрана дела
- „Пролеће“
- „Шкофја Лока у снегу“
- „Јабука у цвату“
- „Сејач“
- „Аутопортрет“